# Гулльвейг
Гулльвейг (давньоісл. Gullveig — «сила золота») — у скандинавській міфології зла чаклунка — Гейд (давньоісл. Heiðr, «відьма»), яка знає сейдр (чаклунство ванів) і послана ванами на шкоду асам; аси кидали у неї списами, спалювали, але вона живе і донині («Старша Едда», «Пророкування вельви») Тут можна спостерігати за ритуальними жертвопринесеннями, а можливо і символіку обробки руди.(На зображенні «Гулльвейг» (автор L.Frølich))

## Прихід Гулльвейг в Асгард
Прихід Гулльвейг до асів став приводом для початку війни асів і ванів — першої війни в світі. Під ім'ям Гулльвейг Ангрбода приходить в Асгард в своєму дівочому тілі, стає служницею Фрейї, але як і раніше зберігає вірність Йотунам. Увійшовши в довіру Фрейї, вона стає посланницею богині ванів і багато мандрує з її дорученнями по всіх дев'яти світів в образі ворони, під іменами Льйод або Гна. Зрештою, вона виманює Фрейю з Асгарду, але аси звинувачують її у злому чаклунстві. Тор, заклятий ворог Темної Богині, відправляється на пошуки Гулльвейг і повертає її в Асгард. Аси розпалюють велике багаття, кидають Ангрбоду-Гулльвейг в вогонь і пронизують її списами тричі.
На третій раз Локі забирає обпалене серце Ангрбоди і проковтує його, приймаючи в себе сутність своєї коханої; після цього, згідно «Пророцтву вьольви», він набув здатності виношувати та народжувати дітей. Не досягнувши успіху в своїх спробах вбити Ангрбоду, аси дали їй друге ім'я — Гейд, що означає «блискуча». Крім того, Гейд — це одне з імен Гель; і під тим же ім'ям Ангрбода виступає в образі провидиці в «Пророцтвах вьольви».
Як мати герд, дружини Фрейра, Ангрбода-Гулльвейг перебувала під заступництвом ванів, і спроби асів її знищити були розцінені як напад на ванів. Аси відмовилися виплатити ванам віру — пеню за вбивство родича, і так почалася перша війна між двома родами богів. Ангробда досягла ще одну зі своїх цілей — посіяти між богами ворожнечу.

## Пророкування вельви (перекл. В. Кривоніс)
Гулльвейг створена Ванами чаклунка з золота, яку послали до Мідгарду. Ванам було прикро, що люди славлять Одіна та інших асів, а за ванів і не згадують. Вони вирішили привнести в світ людей жадібність, злість та чвари, обравши посланницею Гулльвейг. Своїми чарами вона збентежила душі і розум людей. Люди захотіли небаченої колись розкоші, захотіли, щоб інші працювали на них. Кожен мріяв, щоб йому заздрили, кожен прагнув захопити якомога більше золота. Почалися чвари і війни.
21 Війну пам'ятає, першу у світі, коли Гулльвейг
списами кололи, і в залі Високих
спалили ïï,
тричі палили
тричі роджену, часто, багато;
вона й досі живе.
22 Гейд ïï звали,
як входила в хату,
відьма-віщунка,
мудра із посохом;
чари творила, як тільки могла,
чари на розпач,
радість робила
злостивим жінкам.
23 Зійшлися владики
на долі престоли,
священні всі боги,
і радились разом,
що мають аси
взяти за викуп,
чи боги повинні
про викуп забути.
24 Одін пожбýрив
у військо списа,
почав так війну
першу у світі;
знесли огорожу
кріпості асів,
потиснули ворога вани
на полі борні.
25 Зійшлися владики
на долі престоли,
священні всі боги,
і радились разом,
хто небо згубити
зволів підступно,
чи тролям віддати
Ода дружину?
26 Тор сам в бій поринув, сповнений гніву,
- навряд чи всидів би -
такий був завзятий.
Вірні присяги, землею та морем, сильними дані, порушили боги.